# Mirko Beljanski
Pour les articles homonymes, voir Beljanski.
Mirko Beljanski, né le 27 mars 1923 à Turija (Srbobran) et mort le 28 octobre 1998 à Paris, est un biologiste français controversé d'origine yougoslave. 
« Découvreur » de remèdes d'origine « naturelle » contre le cancer et le sida, sans efficacité démontrée, plusieurs personnes, dont sa femme, sont condamnées, après sa mort, pour exercice illégal de la pharmacie, pour avoir fabriqué ou distribué ces remèdes.  

## Biographie
D'origine modeste, Mirko Beljanski naît en 1923 à Turija  dans le royaume des Serbes, Croates et Slovènes.
Après ses études à Novi Sad, il combat l'Allemagne nazie au sein des Partisans.
Ayant obtenu une bourse du gouvernement yougoslave, il choisit de poursuivre ses études en France où il s'installe en 1945.
Il acquiert la nationalité française le 17 mai 1966.
Marié avec Monique Beljanski, il a une fille, Sylvie Beljanski, naturopathe controversée pour ses prises de positions, ayant notamment vanté les effets anticancéreux des thés verts.

### Carrière scientifique
Il entre dans le service du professeur Michel Machebœuf à l'Institut Pasteur en 1948.
En 1951, il devient docteur ès sciences et épouse Monique, fille du professeur René Lucas, qui devient sa collaboratrice à l'Institut. La même année, il entre au CNRS où il est successivement attaché, maître, directeur de recherches et enfin directeur de recherches honoraire à sa retraite en 1988.
Après la mort de Machebœuf en 1953, la direction de son service à l'institut Pasteur est reprise par Jacques Monod. Celui n'apprécie guère le couple Beljanski dont il dira plus tard « qu'ils faisaient n'importe quoi et qu'ils se trouvaient dans une impasse totale ».
Il obtient en 1960 le premier prix Charles-Léopold Mayer, partagé avec Roger Monier, pour son travail sur le rôle de l’ARN dans le processus de synthèse des protéines.
Il est licencié en 1978 de l’Institut Pasteur : « M. Beljanski est un chercheur travailleur et enthousiaste, mais il a trop tendance à prendre ses rêves pour des réalités. Il manque totalement d'esprit critique, pour ce qui concerne ses propres travaux. », écrit un directeur de cet institut.

### Chercheur indépendant
Il trouve un poste de recherche à la faculté de pharmacie de Châtenay-Malabry (Université de Paris XI) jusqu'à sa retraite en 1988, où il travaille avec son épouse Monique.
Après 1988, il continue ses recherches dans un laboratoire installé dans un garage à Ivry-sur-Seine, le CERBIOL (Centre de recherches biologiques). Ce garage est mis à sa disposition par Pierre Silvestri, un homme d'affaires lyonnais douteux, épris d'occultisme et de parapsychologie, qui se prend de passion pour les travaux de Beljanski.   
Silvestri avait déjà, en « en 1975 et 1980, fait l'objet de deux procédures pour banqueroute simple dans le cadre de la déconfiture de deux sociétés qu'il dirigeait ; du 6 au 21 mars 1990, il a été placé sous mandat de dépôt pour escroquerie et abus de confiance à la maison d'arrêt de Lyon [dans le] dossier concernant la liquidation judiciaire de la société de production Auramay Audiovisuel, dont il était le gérant non associé ».   
C'est dans ce laboratoire que Beljanski se met à produire et diffuser ses premiers « médicaments » sans disposer d'une autorisation de mise sur le marché.   
Une association dénommée COBRA (Centre Oncologique et Biologique de Recherche Appliquée) est mise en place, présidée par Pierre Silvestri. En réalité, les membres de l'association assurent la promotion et de la commercialisation des produits Beljanski, démarchant directement les malades pour leur proposer des traitements alternatifs.   
L’association COBRA disparaît et est remplacée par le CIRIS (centre d’innovation, de recherches et d’informations scientifiques), basé à Saint-Prim dans l'Isère.   
Lorsque les premières poursuites pour exercice illégal de la médecine sont engagées contre l’association et Beljanski, Pierre Silvestri démissionne en mars 1994 et se volatilise.   
Mirko Beljanski meurt d'une leucémie aigüe myéloïde en octobre 1998.

## Critiques
Le livre Cancers : guide pratique d'évaluation de traitement et de surveillance, écrit en 1997 par Jean-Marie Andrieu, Pierre Colonna et Raphaël Lévy, résume l’opinion de la majorité des cancérologues sur les travaux de Beljanski. Les auteurs écrivent : « Les théories de Beljanski et ses applications thérapeutiques restent totalement discutables et la documentation présentée comporte de nombreux points obscurs et non convaincants. ».

## Les procès
L'absence d'autorisation de mise sur le marché (AMM) des produits Beljanski a déclenché plusieurs procès pour exercice illégal de la pharmacie.
En 1995, une demande d’AMM est rejetée par les autorités sanitaires françaises, le dossier étant incomplet,,, faute de présentation d'essais cliniques dans les normes précisant les bénéfices et les risques.
À la suite d'une longue enquête, le 23 mai 2001, le tribunal de grande instance de Créteil condamne une quinzaine de personnes, parmi lesquelles Monique Beljanski, pour exercice illégal de la pharmacie, absence d’autorisation d’un établissement de fabrication de médicaments, absence d’autorisation de mise sur le marché d’un produit présenté comme médicament, publicité illégale de médicaments, trompeuse ou de nature à porter atteinte à la protection de la santé publique, publicité illégale pour un médicament à usage humain non autorisé, non enregistré ou non conforme à l’autorisation de mise sur le marché, publicité auprès du public pour un médicament à usage humain sans visa de publicité, tromperie sur une marchandise entraînant un danger pour la santé de l’homme, et complicité de ces délits.
Le jugement en appel le 27 septembre 2002 relaxe tous les inculpés du chef de tromperie, et condamne Monique Beljanski à 30.000€ d'amende pour exercice illégal de la pharmacie.
Parallèlement, en 2002, la Cour européenne des droits de l'homme condamne l’État français pour la durée excessive de la procédure judiciaire,,.

#### Ouvrages
: document utilisé comme source pour la rédaction de cet article.
- (en) Jean-Marie Abgrall, Healing Or Stealing?: Medical Charlatans in the New Age, Algora Publishing, 2000, 136– (ISBN 978-1-892941-28-2, lire en ligne)

#### Articles
- « SIDA - Nous avons un traitement et on refuse de nous entendre », Paris Match,‎ 19 octobre 1989 (lire en ligne [PDF])
- Anne Jeanblanc et Sophie Coignard, « L'Etrange cas du professeur Beljanski . », Le Point,‎ 18 novembre 1995 (lire en ligne).
- Marie-Thérèse Guichard et Sophie Coignard, « 14 ans d'intrigues à l'Élysée. », Le Point,‎ 20 janvier 1996 (lire en ligne).
- Marie-Thérèse Guichard, « Beljanski sur ordonnance. », Le Point,‎ 19 octobre 1996 (lire en ligne).
- Rédaction Le Monde, « Le professeur Mirko Beljanski. », Le Monde,‎ 31 octobre 1998 (lire en ligne).
- Gilbert Charles, « Le temps des charlatans », L'Express,‎ 8 juin 2014 (lire en ligne).